# Каппанёш, Андраш
Андраш Каппанёш (венг. András Kappanyos; род. 10 октября 1962, Будапешт) — литературовед, переводчик художественной литературы, преподаватель университета. Его научно-исследовательская работа по вопросам культуры связана с кругом тем, касающихся современности, распознавания особенностей языка классического авангарда, и таким образом, произведений Лайоша Кашшака, Джеймса Джойса и Т. С. Элиота. Он анализирует языковые традиции модернизма на основе процесса становления стихотворных жанров от Драйдена до поп-поэзии нашего времени. Каппанёша можно считать первопроходцем в сфере венгерской науки о культуралистическом переводе, он одновременно является и профессиональным аналитиком, и чутким переводчиком художественных текстов.
Является научным советником и заместителем директора Института литературоведения сети исследовательских центров имени Лоранда Ётвёша (ранее это был Институт Литературоведения Венгерской Академии Наук), руководителем отдела Современной венгерской литературы, главным редактором издания «Литература», профессором Института Венгерского языкознания и литературоведения, руководителем программы «Наука о переводе культуралистической литературы» в Школе докторов наук в области литературоведения Мишкольского университета, с 2015 по 2016 г. был профессором «Ranki Chair» Индианского Университета США Indiana University Bloomington.

## Основные работы
Сомнительное единство — Про́клятая земля, и что мы можем сделать с ней (2001)
- Атлас с картинками венгерской литературы (2008)
- Танец на острие — Несколько идей по вопросам авангарда (2008)
- Ulysses — художественный анализ произведений (2011)
- Куда исчез двадцатый век? (2013)
- «Кружка с усами», без перевода — Художественный перевод, адаптация. культуралистический трансфер (2015)
- За плетнем (2021)

## Избранные художественные переводы
- Kurt Vonnegut: Синяя борода (1991)
- T. S. Eliot: Утерянные поэтические произведения (1997)
- James Joyce: Изгнанники (2001)
- James Joyce: Небольшие произведения (2002)
- Carol Ann Duffy: Супруга мира (2006)
- James Joyce: Неопубликованные сочинения (2006)
- James Joyce: Stephen Hero (2008, 2022)
- James Joyce: Ulysses (2012) в сотрудничестве с Марианной Гула (Gula, Marianna), Золтаном Кишш Габором (Kiss, Gábor Zoltán) и Давидом Соллатом (Szolláth, Dávid) (2012)
- Sarah Kane: драмы, стихи